# Ivan Șișmanovo, Razgrad
Ivan Șișmanovo (în bulgară Иван Шишманово) este un sat în comuna Zavet, regiunea Razgrad,  Bulgaria. 

## Demografie
Componența etnică a satului Ivan Șișmanovo
     Turci (87,07%)
     Bulgari (1,84%)
     Nicio identificare (11,08%)
     Altele (0%)
La recensământul din 2011, populația satului Ivan Șișmanovo era de 379 locuitori. Din punct de vedere etnic, majoritatea locuitorilor (87,07%) erau turci, cu o minoritate de bulgari (1,84%). Pentru 11,08% din locuitori nu este cunoscută apartenența etnică.